# 迪尔托勒
迪尔托勒（法語：Durtol，法語發音：[dyʁtɔl]）是法国多姆山省的一个市镇，位于省会克莱蒙费朗市区西北部，是克莱蒙费朗城市圈的一部分。属于克莱蒙费朗区。

## 地理
迪尔托勒（45°47'46"N, 3°3'6"E）面积4.01 平方千米，位于法国奥弗涅-罗讷-阿尔卑斯大区多姆山省，该省份为法国中南部省份，北起阿列省接壤，东临卢瓦尔省，南至上盧瓦爾省和康塔爾省，西接科雷兹省和克勒兹省。
与迪尔托勒接壤的市镇（或旧市镇、城区）包括：诺阿南、布朗扎、沙纳拉穆泰尔、克莱蒙费朗、奥尔西讷、沙马利耶尔。

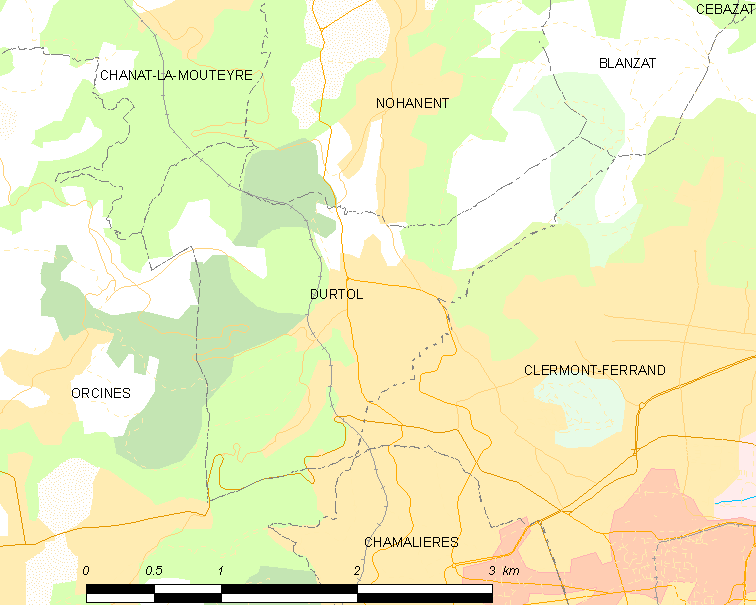
迪尔托勒的OSM定位图

迪尔托勒的时区为UTC+01:00、UTC+02:00（夏令时）。

## 行政
迪尔托勒的邮政编码为63830，INSEE市镇编码为63141。

## 政治
迪尔托勒所属的省级选区为塞巴扎县。

## 人口

1962-2008年间迪尔托勒人口变化图示

迪尔托勒于2022年1月1日时的人口数量为1964人。